# Liste der denkmalgeschützten Objekte in Waidring
Die Liste der denkmalgeschützten Objekte in Waidring enthält die 14 denkmalgeschützten, unbeweglichen Objekte der Gemeinde Waidring.

## Denkmäler
| Foto |                 | Denkmal | Standort                                        | Beschreibung | Metadaten |
| ---- | --------------- | --- | ----------------------------------------------- | --- | --- |
| ja   | Datei hochladen | Feldkreuz mit Schmerzensmutter HERIS-ID: 77517 Objekt-ID: 91147 TKK: 10776                                   | Auergasse Standort KG: Waidring                 | Das mit einem schmalen Satteldach versehene Wegkreuz mit Christus und Maria aus bemaltem Blech stammt aus der ersten Hälfte des 20. Jahrhunderts. | BDA-Hist.: Q38149679 Status: § 2a Stand der BDA-Liste: 2025-06-30 Name: Feldkreuz mit Schmerzensmutter GstNr.: 1735/3 Feldkreuz mit Schmerzensmutter, Waidring                  |
| ja   | Datei hochladen | Feldkreuz HERIS-ID: 77518 Objekt-ID: 91148 TKK: 10777                                                        | Auergasse Standort KG: Waidring                 | Das Wegkreuz in einem Bretterkasten enthält einen Corpus vom Dreinageltypus und wurde im 19. Jahrhundert geschaffen. | BDA-Hist.: Q38149691 Status: § 2a Stand der BDA-Liste: 2025-06-30 Name: Feldkreuz GstNr.: 1736 Feldkreuz, Waidring                                                              |
| ja   | Datei hochladen | Denkmal 1809 HERIS-ID: 77528 Objekt-ID: 91158 TKK: 10782                                                     | bei Dorfstraße 3 Standort KG: Waidring          | Das Denkmal für die Waidringer Freiheitskämpfer von 1796 bis 1814 wurde 1907 aufgestellt. Das Marmordenkmal besteht aus einem würfelförmigen Aufsatz mit Gedenktafel und einer von einer Kugel bekrönten Säule. | BDA-Hist.: Q38149726 Status: § 2a Stand der BDA-Liste: 2025-06-30 Name: Denkmal 1809 GstNr.: 1836                                                                               |
| ja   | Datei hochladen | Ehem. Totenkapelle, Gruft und Ummauerung HERIS-ID: 77567 Objekt-ID: 91197 TKK: 51146                         | Kirchgasse 5, in der Nähe Standort KG: Waidring | Die Kapelle in der Nordostecke des Friedhofs wurde um 1930 erbaut. Die Kapelle über rechteckigem Grundriss weist ein steiles Satteldach, eine offene Vorhalle im Osten und einen polygonalen Schluss auf. Die Vorhalle aus Breccie ist auf der Giebelseite durch einen weiten Bogen und an den Seiten durch schmale Spitzbögen geöffnet. Die Kapelle selbst ist mit einem schindelgedeckten Sockelgeschoß umgeben.           | BDA-Hist.: Q38149891 Status: § 2a Stand der BDA-Liste: 2025-06-30 Name: Ehem. Totenkapelle, Gruft und Ummauerung GstNr.: 8/3 Friedhofskapelle, Waidring                         |
| ja   | Datei hochladen | Alter Friedhof mit Ummauerung und zwei Nischenbildstöcken HERIS-ID: 77578 Objekt-ID: 91208 TKK: 51156, 51147 | Kirchgasse 9 Standort KG: Waidring              | Der 1478 erstmals urkundlich genannte Friedhof umgibt die Pfarrkirche auf allen Seiten und ist von einer Mauer umschlossen. An zwei ehemaligen Ecken des Friedhofs befinden sich barocke Nischenbildstöcke mit Figurengruppen. Die Gräber haben überwiegend schmiedeeisernen Kreuze. In der Nordostecke des Friedhofs steht die Gruftkapelle.                                                                                | BDA-Hist.: Q38149944 Status: § 2a Stand der BDA-Liste: 2025-06-30 Name: Alter Friedhof mit Ummauerung und zwei Nischenbildstöcken GstNr.: 8/2, 8/4, .1 Alter Friedhof, Waidring |
| ja   | Datei hochladen | Neuer Friedhof mit Aufbahrungshalle HERIS-ID: 77580 Objekt-ID: 91210 TKK: 51155                              | Kirchgasse 9 Standort KG: Waidring              | Der Friedhof wurde 1971 nach Westen erweitert, zugleich wurde die neue Aufbahrungshalle nach Plänen von Josef Granbacher errichtet, die in die Umfassungsmauer des Friedhofs integriert ist. Der große, polygonal geschlossene Bau hat ein abgewalmtes Satteldach, das auf der Ostseite vorkragt und eine von Holzpfeilern gestützte Vorhalle bildet. Die Wandmalereien wurden 1972 von Heinrich Tilly geschaffen.           | BDA-Hist.: Q38149969 Status: § 2a Stand der BDA-Liste: 2025-06-30 Name: Neuer Friedhof mit Aufbahrungshalle GstNr.: 489/1 Neuer Friedhof, Waidring                              |
| ja   | Datei hochladen | Kriegerdenkmal HERIS-ID: 77562 Objekt-ID: 91192 TKK: 10779                                                   | bei Kirchgasse 5 Standort KG: Waidring          | Das Denkmal für die Gefallenen der beiden Weltkriege wurde 1952 von Viktor Langer geschaffen. Zwischen zwei Tafeln mit den Namen der Soldaten erhebt sich ein eisernes Kreuz. | BDA-Hist.: Q38149858 Status: § 2a Stand der BDA-Liste: 2025-06-30 Name: Kriegerdenkmal GstNr.: 489/2 Kriegerdenkmal Waidring                                                    |
| ja   | Datei hochladen | Kath. Pfarrkirche hll. Vitus und Nikolaus HERIS-ID: 56006 Objekt-ID: 64950 TKK: 10712                        | Kirchgasse 10 Standort KG: Waidring             | Die 1381 erstmals urkundlich genannte Kirche hatte einen romanischen Vorgängerbau. 1478–1504 wurde ein spätgotischer Bau, 1757–1764 nach Plänen von Kassian Singer der heutige barocke Bau errichtet. An das dreijochige Langhaus schließt ein einjochiger Chor mit halbrundem Chorschluss an. Der schlanke Ostturm wurde um 1780 errichtet. Die Deckenfresken wurden 1761 von Josef Perwäger und Matthias Mader geschaffen. | BDA-Hist.: Q2083282 Status: § 2a Stand der BDA-Liste: 2025-06-30 Name: Kath. Pfarrkirche hll. Vitus und Nikolaus GstNr.: .1 Pfarrkirche Waidring                                |
| ja   | Datei hochladen | Pass Strub-Denkmal HERIS-ID: 77612 Objekt-ID: 91242 TKK: 10780                                               | Pass Strub Standort KG: Waidring                | Das Denkmal für die Kämpfe die 1800, 1805 und 1809 am Pass Strub stattfanden, wurde 1887 errichtet. Auf einem Felsblock steht ein steinerner Sockel mit Marmortafeln und Inschriften und den Namen der Anführer, darauf erhebt sich ein nach oben verjüngender Steinpfeiler. | BDA-Hist.: Q38150022 Status: § 2a Stand der BDA-Liste: 2025-06-30 Name: Pass Strub-Denkmal GstNr.: 944/2 Pass Strub-Denkmal                                                     |
| ja   | Datei hochladen | Widum HERIS-ID: 56005 Objekt-ID: 64949 TKK: 51153                                                            | Pillerseestraße 6 Standort KG: Waidring         | Der Pfarrhof wurde um 1695 erbaut und 1949–1951 im Inneren teilweise umgestaltet. Der zweigeschoßige gemauerte Bau mit einem schindelgedeckten Walmdach weist eine Tür und Fenster mit Marmorrahmen auf. Das Obergeschoß und die Giebel sind durch Pilaster und Putzfaschen gegliedert. Einige Räume in Inneren sind mit Stichkappentonnen versehen.                                                                         | BDA-Hist.: Q38069414 Status: § 2a Stand der BDA-Liste: 2025-06-30 Name: Widum GstNr.: .2 Widum, Waidring                                                                        |
| ja   | Datei hochladen | Kapelle hl. Antonius von Padua, Reiterdörfl-Kapelle HERIS-ID: 44858 Objekt-ID: 45739 TKK: 10726              | beim Reiterdörfl 18 Standort KG: Waidring       | Die gemauerte, einjochige Kapelle mit geradem Chorschluss und holzschindelgedecktem Satteldach wurde um 1800 errichtet. Über der rundbogigen Tür befindet sich eine Rundbogennische mit einem Kreuzigungsrelief. | BDA-Hist.: Q38011346 Status: Bescheid Stand der BDA-Liste: 2025-06-30 Name: Kapelle hl. Antonius von Padua, Reiterdörfl-Kapelle GstNr.: .136 Reiterdörfl-Kapelle, Waidring      |
| ja   | Datei hochladen | Meilenstein HERIS-ID: 77616 Objekt-ID: 91246 TKK: 10781                                                      | bei Strub 16 Standort KG: Waidring              | Der an der alten Loferer Straße gelegene, oben abgerundete Meilenstein stammt aus dem 19. Jahrhundert und trägt die Inschrift 15 Meilen von Innsbruck. Nr. 60. | BDA-Hist.: Q38150035 Status: § 2a Stand der BDA-Liste: 2025-06-30 Name: Meilenstein GstNr.: 1800/1 Meilenstein, Waidring                                                        |
| ja   | Datei hochladen | Schäferau-Kapelle HERIS-ID: 77610 Objekt-ID: 91240 TKK: 10721                                                | Standort KG: Waidring                           | Die ursprünglich barocke einjochige Kapelle mit Satteldach wurde 1982 neu gestaltet. Am Übergang von Langhaus zum Chor ist ein kleiner Turm mit offenem, hölzernen Glockenstuhl und blechgedecktem Pyramidendach eingefügt. | BDA-Hist.: Q38150009 Status: § 2a Stand der BDA-Liste: 2025-06-30 Name: Schäferau-Kapelle GstNr.: .194 Schäferau-Kapelle, Waidring                                              |
| ja   | Datei hochladen | Durchkaser-Kapelle HERIS-ID: 96332 Objekt-ID: 111816 TKK: 10731                                              | Standort KG: Waidring                           | Die Kapelle auf der Durchkaseralm ist ein fensterloser, einjochiger Mauerbau mit einem steilen, schindelgedeckten Satteldach. Das Innere weist ein Spitzbogengewölbe und ein schmiedeeisernes Gitter vor dem Altarraum auf. | BDA-Hist.: Q37767772 Status: § 2a Stand der BDA-Liste: 2025-06-30 Name: Durchkaser-Kapelle GstNr.: 1174/1                                                                       |

## Ehemalige Denkmäler
| Foto |                 | Denkmal                           | Standort                        | Beschreibung | Metadaten |
| ---- | --------------- | --------------------------------- | ------------------------------- | --- | --- |
| ja   | Datei hochladen | Berger-Kapelle TKK: 10713bis 2010 | Stöcklweg Standort KG: Waidring | Die kleine, gemauerte, einjochige Kapelle mit geradem Chorschluss und holzschindelgedecktem Satteldach stammt aus dem 18. Jahrhundert. An der Stirnseite befindet sich eine segmentbogige Tür, darüber eine kleine Oberlichte, flankiert von Heiligendarstellungen. Sämtliche Gebäudeöffnungen sowie der Dachansatz sind mit gemalten Faschen versehen, die Kanten mit gemalten Pilastern. Der tonnengewölbte Innenraum weist ein barockes Chorgitter auf. | BDA-Hist.: Q107208190 Status: § 2a Stand der BDA-Liste: 2010-05-28 Name: Berger-Kapelle GstNr.: 1701 Berger-Kapelle, Waidring |